# Dalene Matthee
Dalene Matthee (Riversdale, 13 de octubre de 1938- Mossel Bay, 20 de febrero de 2005) escritora sudafricana en afrikáans.

## Biografía
Era descendiente de Sir Walter Scott, y estudió en el conservatorio de Oudtshoorn y en el convento de la Cruz Sacra de Graaff-Reinet. Como escritora, su serie de novelas del bosque tuvo mucho éxito. Obtuvo varios premios literarios y falleció a causa de un fallo cardíaco. Fue sobrevivida por sus tres hijas y su marido.

## Obra
- Die twaalfuurstokkie  (1970)
- ’n Huis vir Nadia (1982)
- Petronella van Aarde, burgemeester (1983)
- Brug van die esels (1992)
- Susters van Eva (1995)
- Pieternella van die Kaap (2000)
- Die Uitgespoeldes (2005)

### Las novelas del bosque
- Kringe in 'n bos (1984)
- Fiela se Kind (1985)
- Moerbeibos (1987)
- Toorbos (2003)

- Datos: Q469418